# Invasió aliada d'Itàlia
La invasió aliada d'Itàlia va ser el desembarcament aliat sobre la Itàlia continental el 3 de setembre de 1943, realitzat pel 15è Grup d'Exèrcits del general britànic Sir Harold Alexander (format pel Cinquè Exèrcit estatunidenc del tinent general Mark W. Clark i pel Vuitè Exèrcit britànic del general Bernard Montgomery) durant la Segona Guerra Mundial. L'operació seguí la reeixida invasió de Sicília durant la campanya d'Itàlia. La força principal d'invasió desembarcà a la rodalia de Salern, a la costa occidental italiana (operació Allau), mentre que, a més, van haver-hi dues operacions de suport a Calàbria (operació Ciutat de la Badia) i Tàrent (operació Pallassada).

## Rerefons
Després de la derrota de les potències de l'Eix al nord d'Àfrica, va haver-hi un desacord entre els aliats sobre quin havia de ser el pas següent. Winston Churchill en particular volia envair Itàlia, a la que al novembre de 1942 havia anomenat el "ventre tou de l'Eix" (tot i que el general Clark posteriorment l'anomenaria "un ventre dur"). El suport popular a Itàlia a favor de la guerra declinava, i creia que la invasió trauria el país de la guerra, a més de minvar la influència de l'Eix a la Mediterrània, obrint-lo al tràfic aliat. Això reduiria enormement el temps de navegació necessari per portar subministraments a les tropes aliades de l'orient mitjà i de l'Extrem Orient en un moment en què la capacitat de vaixells aliats estava en crisi, a més que augmentaven els enviaments britànics i estatunidencs per a la Unió Soviètica. A més, això lligaria les tropes alemanyes de la Wehrmacht, no podent-les enviar al front rus. Stalin havia pressionat per a l'obertura d'un "segon front" a Europa, el qual afebliria la invasió alemanya de Rússia.
Malgrat tot això, el general George Marshall i gran part de l'estat major estatunidenc volien evitar operacions que retardessin la invasió d'Europa, discutida i planejada des de 1942, i que finalment es materialitzaria en l'operació Overlord. Quan ja es feu evident que la invasió no podria tenir lloc a 1943, acceptaren envair Sicília, però sense comprometre's a operacions posteriors. Però tant Churchill com Roosevelt acceptaven la necessitat que els exèrcits aliats continuessin fent front l'Eix després de l'èxit de la campanya a Sicília i abans de llançar una campanya al nord-oest d'Europa. La discussió continuà a la Conferència Trident de Washington al maig, però no va ser fins a finals de juliol, després que el curs de la campanya de Sicília ja era clar i amb la caiguda de Mussolini que la Junta de Caps d'Estat Major donà instruccions a Dwight Eisenhower que continués tan aviat com pogués.
El Quarter General Conjunt de les Forces Aliades (Joint Allied Forces Headquarters - AFHQ) era operativament responsable de totes les forces terrestres aliades al teatre de la Mediterrània, i van ser ells qui van planejar i comandar la invasió de Sicília i de la Itàlia continental.
La invasió aliada de Sicília de juliol de 1943 va ser un gran èxit, tot i que una gran part de les tropes de l'Eix aconseguiren evitar ser capturades i escapar a la Itàlia continental. Per l'Eix, això es va percebre com un èxit. Més important va ser el cop d'estat que a finals de juliol deposà a Benito Mussolini com a cap del govern italià, la qual cosa apropà la pau entre Itàlia i els aliats. Es creia que una ràpida invasió d'Itàlia provocaria la rendició italiana i produiria ràpides victòries militars sobre les tropes alemanyes que podrien quedar atrapades lluitant en un país hostil. Però tant els italians com els alemanys demostraren que podien resistir molt. A més, la invasió va fer que els aliats veiessin que calia subministrar menjar als territoris ocupats, una responsabilitat que, d'altra forma, hagués caigut sobre els alemanys.

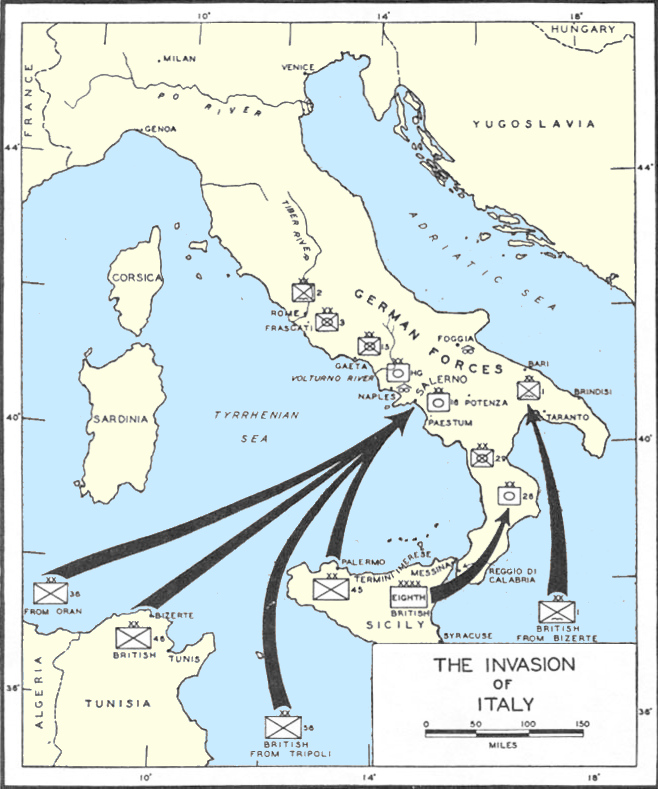
Mapa de la invasió d'Itàlia

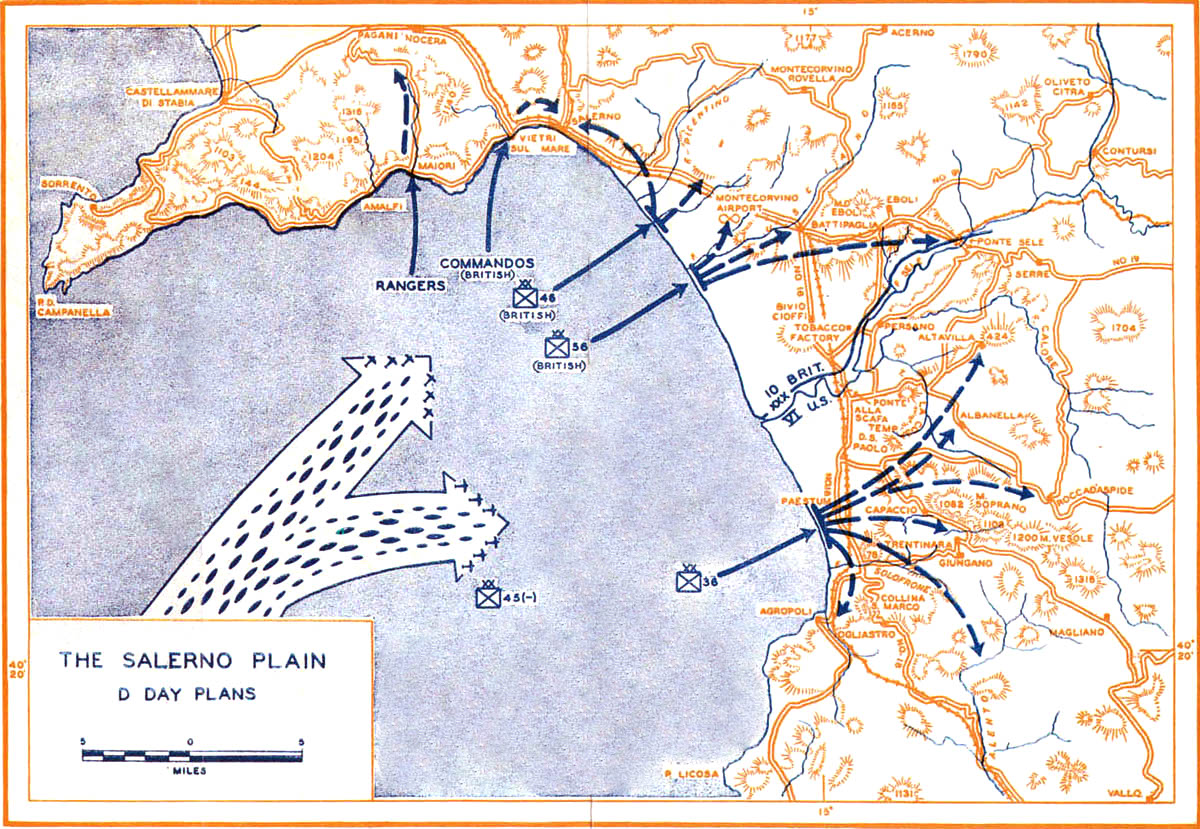
Pla del Dia-D a Salern

Abans de Sicília, els plans aliats preveien travessar l'estret de Messina, en una invasió limitada a la zona de l'empenya (Tàrent), i avançar cap al taló d'Itàlia, anticipant-se a la defensa de les tropes italianes i alemanyes. El derrocament de Benito Mussolini i dels Fascisti va fer possible un pla més ambiciós, i els aliats decidiren afegir el Vuitè Exèrcit per conquerir el port de Nàpols. Podien escollir dues zones de desembarcament: una a la desembocadura del Volturno i l'altre a Salern, totes dues a l'abast dels caces aliats, permetent que els vaixells de transport ancoressin més a prop de les platges; existien platges més àmplies per poder fer rutes de sortida més ràpidament; i tenien una excel·lent xarxa de carreteres ja existents darrere de les platges.
L'operació Ciutat de la Badia va ser el pas preliminar al pla on el Vuitè Exèrcit del general Bernard Montgomery salparia del port de Messina, travessaria l'estret i desembarcaria a la punta de Calàbria (la punta de la bota d'Itàlia) el 3 de setembre de 1943. L'escassa distància des de Sicília significava que les llanxes de desembarcament podrien salpar directament de Sicília, en comptes de ser traslladades en vaixell. La 5a divisió d'infanteria del V Cos britànic desembarcaria al costat nord del "taló", mentre que la 1a divisió canadenca desembarcaria al cap Spartivento, al costat sud. El general Montgomery estava totalment en contra de l'operació ciutat de la badia: preveia que seria un munt d'esforços malaguanyats car assumia que els alemanys presentarien batalla a Calàbria; si no succeïa així, la diversió no hauria funcionat, i l'únic efecte de l'operació hauria estat situar el Vuitè Exèrcit a 480 km al sud del desembarcament principal a Salern. Montgomery demostrà que tenia raó; i després de Ciutat de la badia el Vuitè Exèrcit marxà gairebé 500 km cap al nord direcció a Salern sense cap altra oposició que obstacles d'enginyeria.
Els plans per l'ús de forces aerotransportades prengueren diverses formes, sent totes cancel·lades. El pla inicial era portar tropes en planadors als passos muntanyosos de la península de Sorrento, però va ser abandonat el 12 d'agost. Sis dies després va ser substituït per l'operació Gegant, en la qual dos regiments de la 82a divisió aerotransportada conqueririen diversos passos al riu Volturno. Aquest pla s'expandí per incloure tota la divisió, incloent-hi un desembarcament amfibi realitzat pel regiment de planadors, però era logísticament inviable i es reduí a un salt de dos batallons a Càpua per bloquejar els passos allà. La rendició italiana del 3 de setembre cancel·là l'operació Gegant, sent substituïda per l'operació Gegant II, un salt del 504t regiment paracaigudista als aeròdroms de Stazione di Furbara i de Cerveteri, a uns 40 km al nord-oest de Roma, per ajudar les tropes italianes a salvar la ciutat dels alemanys. El brigadier general Maxwell D. Taylor, segon al comandament de la 82a, va ser enviat a correcuita a Roma per assessorar-se sobre la voluntat de les tropes italianes en cooperar amb els alemanys. L'opinió de Taylor va ser que l'operació seria una trampa i aconsellà que es cancel·lés, fet que va tenir lloc el vespre del 8 de setembre mentre que els transports de tropes estaven preparant-se per enlairar-se.
Els desembarcaments principals (operació Allau) van ser programats pel 9 de setembre, en què la força principal desembarcaria al golf de Salern, a la costa occidental. Estaria formada pel Cinquè Exèrcit estatunidenc del tinent general Mark W. Clark, format pel VI Cos estatunidenc (major general Ernest J. Dawley), el X Cos britànic (tinent general Richard McCreery) i la 82a Aerotransportada com a reserva, amb un total de 8 divisions i dues brigades. Els seus objectius principals eren conquerir el port de Nàpols per assegurar-se l'arribada de subministraments, i tallar la costa oriental, atrapant les tropes de l'Eix situades al sud. La flota estava formada per 627 naus, entre vaixells de guerra, mercants i llanxes de desembarcament, a les ordres del vicealmirall Ken Hewitt. Part de la flota de Hewitt era la Força V, que incloïa 5 portaavions per proveir de cobertura aèria pels desembarcaments. La cobertura per la task force era responsabilitat de la Força H, un grup de 4 cuirassats i 2 portaavions britànics, amb els seus destructors, directament subordinats al Comandant en Cap de la Mediterrània, Almirall de la Flota Sir Andrew Cunningham.
Al pla original, la gran atracció de capturar l'important port de Tàrent, al "tacó" d'Itàlia, havia estat evident, considerant-se un assalt però que hagué d'anul·lar-se a causa de les fortes defenses allà existents. Malgrat tot, amb la signatura de l'armistici amb els italians el 3 de setembre la imatge canvià. Es decidí enviar la 1a aerotransportada britànica a Tàrent en vaixell, capturar el port i diversos aeròdroms a la zona, i embarcar allà el V Cos i diversos esquadrons de caces. La divisió paracaigudista, que estava realitzant entrenaments a 500 km, el 4 de setembre rebé l'ordre d'embarcar el dia 8. Amb poc temps per elaborar plans, l'operació Pallassada va passar a anomenar-se "operació Bedlam".
El pla d'Allau era atrevit però fallit: el Cinquè Exèrcit desembarcaria en una platja molt ample cobrint 56 km de front, fent servir només 3 divisions d'assalt (dues britàniques del X Cos i una americana del VI Cos), i ambdós cossos estaven molt separats (19 km) amb el riu Sele entremig. Inicialment, Clark no envià tropes per cobrir el riu, oferint als alemanys una senzilla ruta per atacar, i només situà dos batallons per protegir-ho. A més, el terreny era altament favorable pels defensors. La planificació per a la fase de Salern es completà en només 45 dies, davant els dos mesos previstos. Una força comandada pel coronel William O. Darby, formada per tres batallons dels Ràngers estatunidencs i dos unitats de commandos britànics va ser encarregada de mantenir els passos muntanyosos que conduïen a Nàpols, però no existia cap pla per enllaçar amb el X Cos. Finalment, tot i que la sorpresa tàctica era poc probable, Clark no ordenà cap bombardeig naval previ, malgrat l'experiència al teatre del Pacífic que demostrava que era necessari. El major general Fred L. Walker, comandant de la 36a divisió "Arrowhead", creia que els defensors, el LXXVI Panzerkorps estava massa malmès per ser efectiu.
Al costat alemany, el mariscal Albrecht von Kesselring no disposava de prou forces per aturar el desembarcament.
L'operació Allau es va planejar sota el nom de "Barret Alt", i estava recolzat per un pla de diversió, l'operació Boardman, una amenaça falsa d'invasió aliada sobre els Balcans

### Organització defensiva de l'Eix
A mitjans d'agost, els alemanys havien activat el Grup d'Exèrcits B (Heeresgruppe B) comandat pel mariscal Erwin Rommel, responsable de les tropes alemanyes a Itàlia situades al sud de Pisa. El Comandament de l'Exèrcit del Sud (OB Süd) de Kesselring continuava sent responsable de la Itàlia septentrional, i l'Alt Comandament Alemany formà un nou Quarter General per ser la principal formació de camp del Comandament de l'Exèrcit del Sud. El nou quarter general del 10. Armee, comandat pel coronel general Heinrich von Vietinghoff, va ser activat el 22 d'agost. El 10. Armee tenia dos cossos subordinats, amb un total de 6 divisions, situades per cobrir els possibles llocs de desembarcament. Englobat al XIV Panzerkorps estava la divisió panzer Hermann Göring (Fallschirm-Panzer Division 1 Hermann Göring), la 15. divisió panzergrenadier i la 16a divisió panzer; i sota el LXXVI Panzerkorps estava la 26a divisió panzer, la 29a divisió panzergrenadier i la 1a divisió Fallschirmjäger. Von Vietinghoff situà específicament la 16a divisió panzer als turons sobre la plana de Salern.

## Batalla

### Operacions a la Itàlia meridional

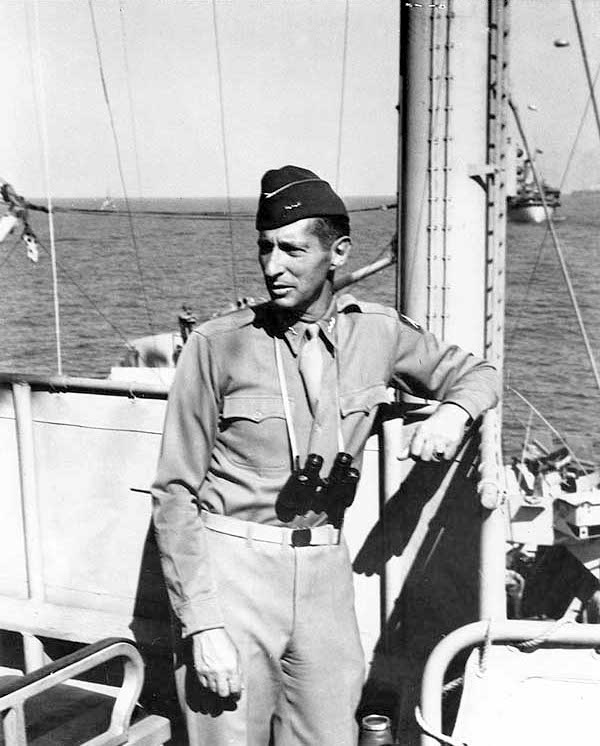
El tinent general estatunidenc Mark Wayne Clark a bord de l'Ancon durant els desembarcaments a Salern, el 12 de setembre de 1943

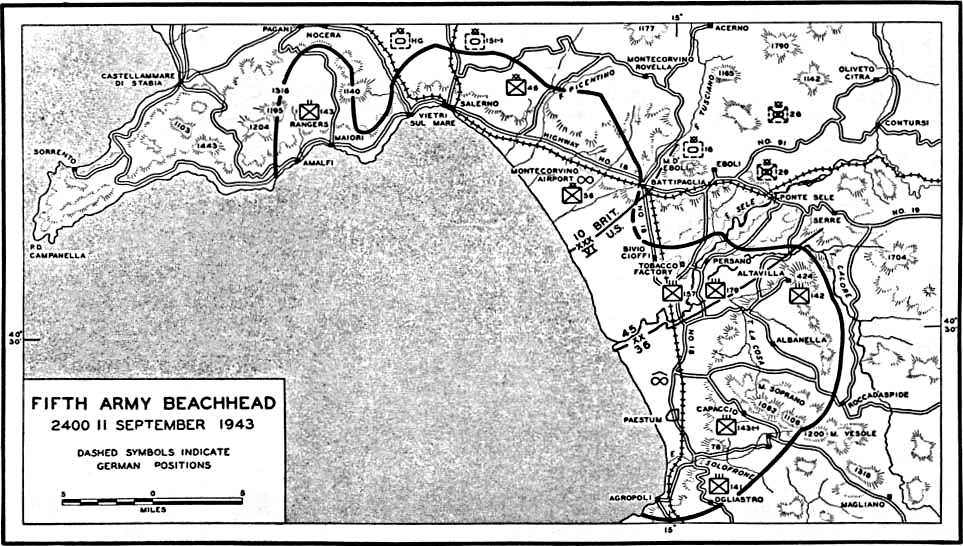
Mapa del cap de platja de Salern el vespre de l'11 de setembre de 1943

El 3 de setembre de 1943, el XIII Cos del Vuitè Exèrcit britànic, format per unitats britàniques i canadenques, llançà l'operació Ciutat de la Badia, sota la direcció del general Bernard Montgomery. L'oposició als desembarcaments va ser lleugera, i les unitats italianes es rendiren pràcticament de manera immediata. El feldmarshall Albert Kesselring i el seu estat major no van creure que els desembarcaments de Calàbria fossin el principal punt d'atac aliat, car la regió de Salern o potser més al nord encara de Roma semblaven més lògiques. Ja havia ordenat al LXXVI Panzerkorps del general Traugott Herr que es retirés del combat amb el Vuitè Exèrcit, deixant només el 15è regiment panzergrenadier al "taló" d'Itàlia. Pel 3 de setembre, la major part d'aquesta unitat estava situada en posicions preparades a Bagnara, a uns 40 km del desembarcament, amb ordres d'aguantar fins al 6 de setembre. Després havien de retirar-se fins a unir-se amb la resta de la 29a divisió panzergrenadier, que estava concentrant-se a Castrovillari, a uns 130 km a la rereguarda. El grup de batalla Krüger (dos batallons del 71è regiment panzergrenadier, el 129è batalló de reconeixement i destacaments d'artilleria i enginyers) aguantarien el front a Nicotera, a uns 25 km de Bagnara.
El 4 de setembre, la 5a divisió arribà a Bagnara, enllaçant amb el 1r esquadró especial de reconeixement (que havia arribat per mar) i expulsà el 15è regiment panzergrenadier de la seva posició. El 7 de setembre, establiren contacte amb el grup de batalla Krüger. El 8 de setembre, la 231a Brigada desembarcà a Pizo, a uns 24 km davant les defenses de Nicotera. Es van trobar atacats des del nord per una força mòbil de la 26a divisió paner i des del sud pel grup de batalla Krüger, que es retirava de Nicotera. Després d'un atac inicial que no va avançar, el Grup de Batalla Krüger es va allunyar però l'atac nord va continuar durant tot el dia fins que la força alemanya es va retirar en la foscor.
El progrés va ser lent, car els ponts demolits, les carreteres bloquejades i les mines alentiren el Vuitè Exèrcit. La naturalesa del paisatge al taló d'Itàlia feia impossible passar de llarg els obstacles i per això la velocitat de l'avanç depenia totalment de la mida a la qual els enginyers podien netejar les obstruccions. Així doncs, les objeccions de Montgomery a l'operació es demostraren correctes: el Vuitè Exèrcit no podia derrotar les unitats alemanyes que refusaven el combat i el principal obstacle al seu avanç era el terreny i les destruccions alemanyes de carreteres i ponts.
Pel 8 de setembre, Kesselring havia concentrat el 10.Armee de Heinrich von Vietinghoff, a punt per fer una resposta ràpida davant l'avanç Aliat. A Calàbria, el LXXVI Panzerkorps tenia dues divisions concentrades a la zona de Castrovillari. La seva tercera divisió, la 1. Fallschirmjäger-Division estava dirigint-se a Tàrent. La rereguarda del taló era el Grup de Batalla von Usedon, format per un únic batalló (1/67 Regiment Panzergrenadier), amb destacaments d'artilleria i enginyers. Mentrestant, el XIV Panzerkorps de Hube s'havia situat per fer front a un possible desembarcament amb la 16a divisió Panzer al golf de Salern, la divisió Hermann Göring prop de Nàpols i la 15a Divisió Panzergrenadier al nord, al golf de Gaeta.
El 8 de setembre, abans de la invasió principal, s'anuncià la rendició d'Itàlia als Aliats, primer per Eisenhower i després mitjançant la Proclamació Badoglio per part del govern italià. Les unitats italianes cessaren els combats i la marina es dirigí cap a ports aliats per rendir-se. Les tropes alemanyes a Itàlia estaven preparades per això i implementaren l'operació Achse per desarmar les unitats italianes i ocupar importants posicions defensives.
El 9 de setembre comença l'operació Pallassada. La primera onada de la 1a Aerotransportada arribà en 4 creuers britànics, un americà i el dragamines ràpid Abdiel. Els cuirassats italians Andrea Doria i Caio Duilio, juntament amb dos creuers, es travessaren amb la flota invasora mentre que es dirigien a l'Malta per rendir-se. No hi havia alemanys a Tàrent i per això el desembarcament no va tenir cap oposició. Les úniques baixes van tenir lloc quan el Abdiel, en ancorar, topà amb una mina i s'enfonsà en minuts, amb 168 morts i 126 ferits. L'11 de setembre, mentre que les patrulles s'endinsaven, va haver-hi alguns enfrontaments amb elements de la 1a Paracaigudista alemanya. Però aquesta no podia fer gaire més que batusses i hagué de recular car la major part de les seves forces havien estat enviades a reforçar les divisions 26a Panzer i Herman Göring. El comandant de la 1 aerotransportada, el Major General George F. Hopkinson, va ser mortalment ferit en una d'aquestes accions. Per l'11 de setembre ja s'havien ocupat els ports de Bari i Bríndisi.

### Desembarcaments de Salern

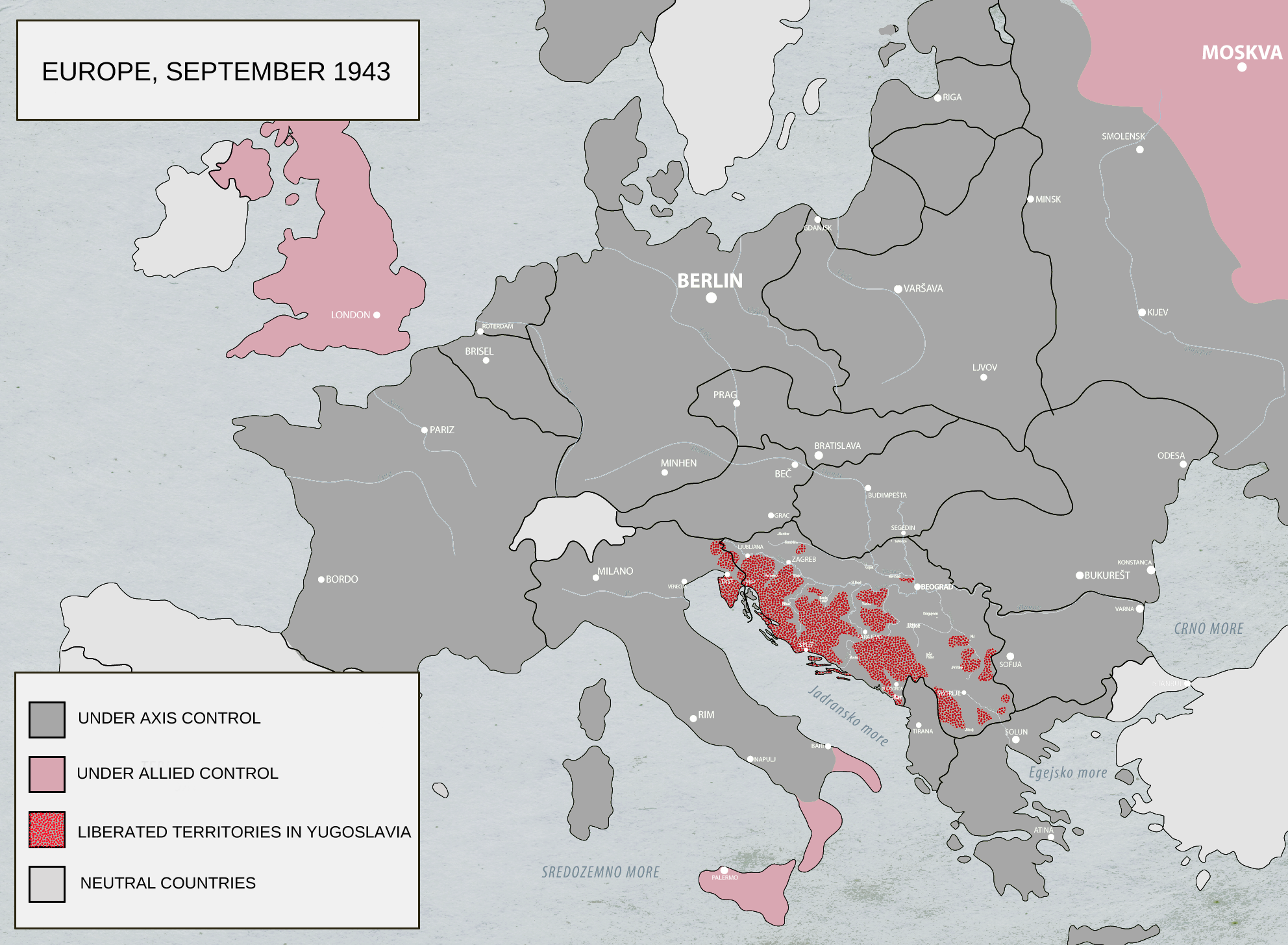
La invasió Aliada d'Itàlia i la revolta de la Iugoslàvia ocupada, 1943.

L'operació Allau (Avalanche), la principal invasió per Salern pel Cinquè Exèrcit estatunidenc, s'inicià el 9 de setembre de 1943, i per tal d'assolir la sorpresa, l'Exèrcit decidí llançar-se a l'atac sense un bombardeig naval o aeri previ. Malgrat tot, tal com havia previst el comandant de la força amfíbia, vicealmirall Hewitt. Mentre que la primera onada de la 36a divisió d'infanteria estatunidenca s'apropaven a la costa a Paestum, un altaveu des de la zona de desembarcament deia en anglès: «Seguiu i rendiu-vos. Ho tenim tot cobert.» Les tropes aliades van desembarcar malgrat tot.
El comandant de la 16.Panzerdivision, major general Rudolf Sieckenius, havia organitzat les seves forces en 4 grups de batalla mixtos que havia situat per cobrir entre 4 i 9 km de fondària durant 9 km de costa darrera les platges. El grup Dörnemann estava just a l'est de Salern (i allà va fer front a la 46a divisió quan aquesta desembarcà), el grup de batalla Stempel estava entre Pontecagnano i Battipaglia (i hagué d'enfrontar-se a la 56a divisió), el grup Holtey estava en reserva a Persano, sobre el riu Sele, que formava l'enllaç del cos entre els cossos X i VI, mentre que el grup von Döring era responsable del sector entre Albanella i Rutino, a 6 km al sud-est d'Ogliastro, al sud de les platges de la 36a divisió.
El X Cos, format per les divisions 46a (North Midland) i 56a (Londres) i una força d'infanteria lleugera formada per Ràngers estatunidencs i Commandos britànics de la 2a Brigada de Serveis Especials del brigadier 'Lucky' Laycock patiren experiències diverses durant el desembarcament. Els rangers no van trobar oposició i amb el suport dels canons del Lendury assoliren els passos de muntanya que tenien com a objectiu, mentre que els commandos del Commando N. 2 i Commando N. 41 (Royal Marine) tampoc no trobaren oposició asseguraren les elevacions als costats del pas Molina a la ruta principal entre Salern i Nàpols. Mentre que les primeres unitats lleugeres del Comando 2 avançaven cap a Salern expulsaren una petita força de tancs i vehicles cuirassats del 16è batalló de reconeixement panzer.
Les dues divisions britàniques, però, trobaren una resistència obstinada i van haver de lluitar mentre que s'endinsaven amb l'ajut dels bombardeigs navals. La profunditat i la intensitat de la resistència alemanya obligà els comandants britànics a concentrar les seves forces, en lloc d'intentar enllaçar amb les tropes estatunidenques al sud.
A Paestum, els dos batallons que formaven la punta de llança de la 36a divisió (Texas) (dels equips de combat regimentals 141 i 142) van rebre una dura recepció de dues companyies del grup von Döring. La divisió encara no havia entrat en combat abans a causa de la rendició italiana, i existia el convenciment entre els soldats que els desembarcaments serien rutinaris. El RCT 141 va perdre la cohesió i no aconseguí endinsar-se durant el dia, impossibilitant el desembarcament d'armament de suport i magatzems, deixant-los sense artilleria ni canons anti-tanc.> Malgrat això, el RCT 142 ho va fer millor i amb el suport del 143 RCT, la formació de reserva que havia desembarcat a les 08:00, va aconseguir endinsar-se terra endins.
Al final del primer dia el 5è Exèrcit, tot i que no havia assolit tots els seus objectius, sí que havia fet un inici esperançador: les dues divisions d'assalt del X Cos havien fet una penetració d'entre 8 i 11 km al territori, i les forces especials havien avançat cap al nord per la península de Sorrento. Al sud, la 36a divisió s'havia establert a la plana a la dreta del riu Sele i al turó principal a una profunditat de 8 km, tot i que el 141RCT estava ancorat a la platja. Malgrat tot, el comandant del XIV Cos Panzer, Hermann Balck, havia vist l'actuació dels grups de batalla de la 16a divisió panzer com estava previst i ordenà a la divisió Hermann Göring que es dirigís al sud i després també ho ordenà a la 15a Panzergrenadier. Mentrestant, al sud, la 29 divisió Panzergrenadier del LXXVI Panzerkorps també va ser enviada a Salern. Cap bàndol havia aconseguit guanyar la iniciativa.

### Consolidació de les platges

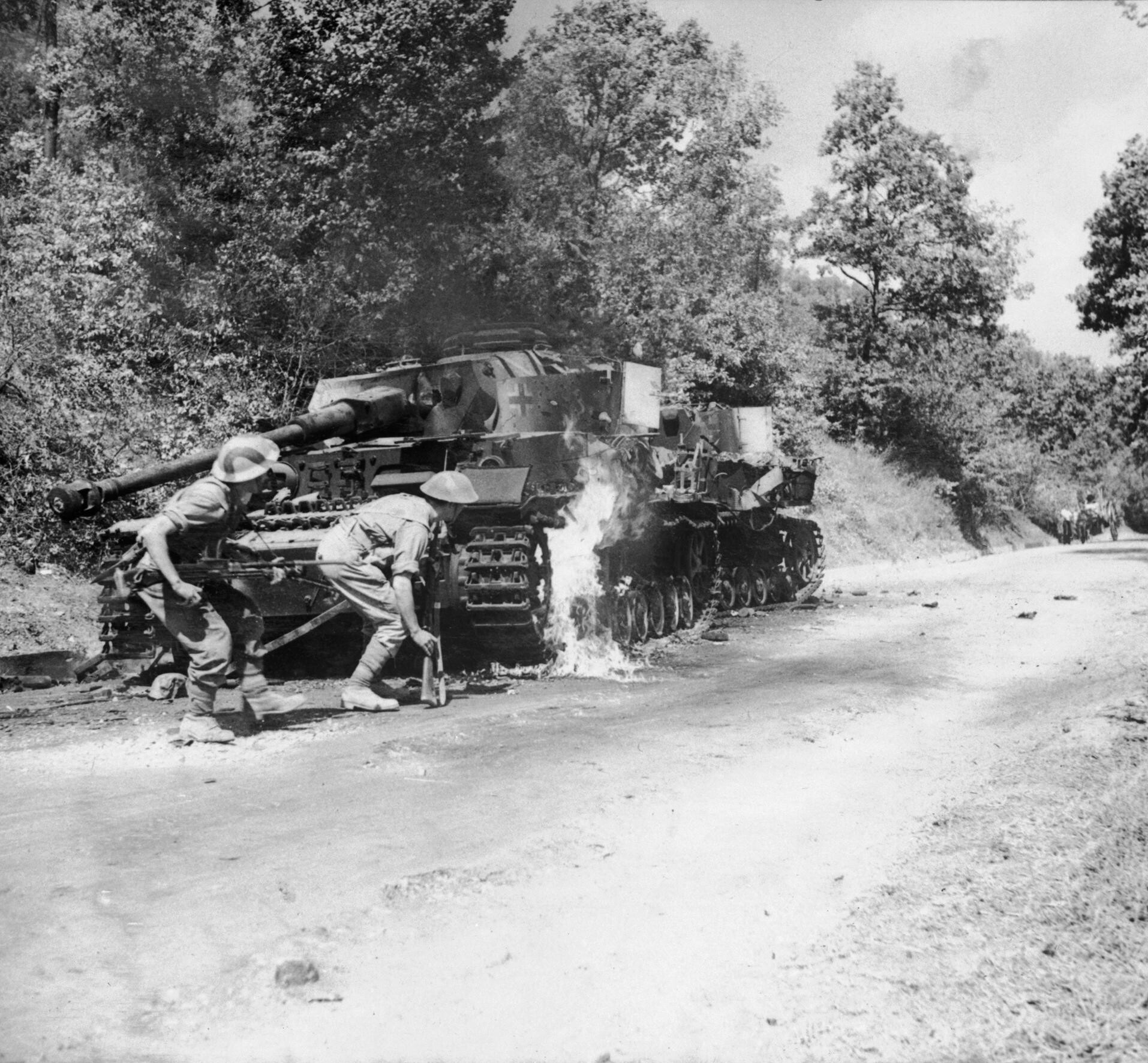
Homes del Queen's Regiment avancen al costat d'un parell de PzKpfws IV cremats a la zona de Salern, 22 de setembre de 1943.

Durant els tres dies següents, els aliats van combatre per expandir els caps de platja mentre que els alemanys es defensaven tossudament per emmascarar la reunió dels seus reforços per a una contraofensiva. El 10 de setembre, Clark visità el camp de batalla i jutjà que era poc possible que el X Cos pogués avançar ràpidament cap a l'est passat Battipaglia per enllaçar amb el VI Cos. Com que l'amenaça principal al davant del X Cos provenia des de Nàpols, decidí moure el VI Cos a l'esquerra al nord del riu Sele i traslladar el gruix de la 45a divisió cap a la bossa. En vista dels reforços alemanys que s'apropaven des del nord, ordenà que un grup mixt de mida batalló reforcés els Ràngers l'endemà. Paral·lelament, els reforços alemanys es filtraren al camp de batalla. Les unitats, curtes de mitjans de transport i subjectes a altres retards, arribaren i es formaren en grups de batalla allà mateix per entrar immediatament en acció. El 13 de setembre, tots els reforços disponibles ja havien arribat inclòs elements addicionals de la 3a divisió panzergrenadier que havien estat alliberats per Kesselring des del nord de Roma. En canvi, els reforços aliats estaven constrets pel limitat transport disponible per a l'operació i pel programa preestablert de creixement basat en el com es desenvoluparia la batalla fet durant la fase de planificació. Pel 12 de setembre era clar que el Cinquè Exèrcit anava curt d'infanteria al terreny. Pel 12 de setembre el general Alexander informà Londres que «No estic pas satisfet amb la situació d'"Allau". El creixement és lent i estam encallats a un cap de pont que no té la suficient profunditat. Tot s'està fent per impulsar el seguiment de les unitats i el material. Crec que el gran contraatac alemany serà imminent.»
Pel 12 de setembre, el X Cos havia adoptat una posició defensiva car tots els batallons estaven en acció i no hi havia reserves disponibles per formar un atac. Al sud, la 36a divisió va fer alguns progressos, però cap a migdia patí un contraatac d'elements de la 29 divisió panzergrenadier que superaren el 1r batalló de la 142a d'infanteria.

### Contraatacs alemanys

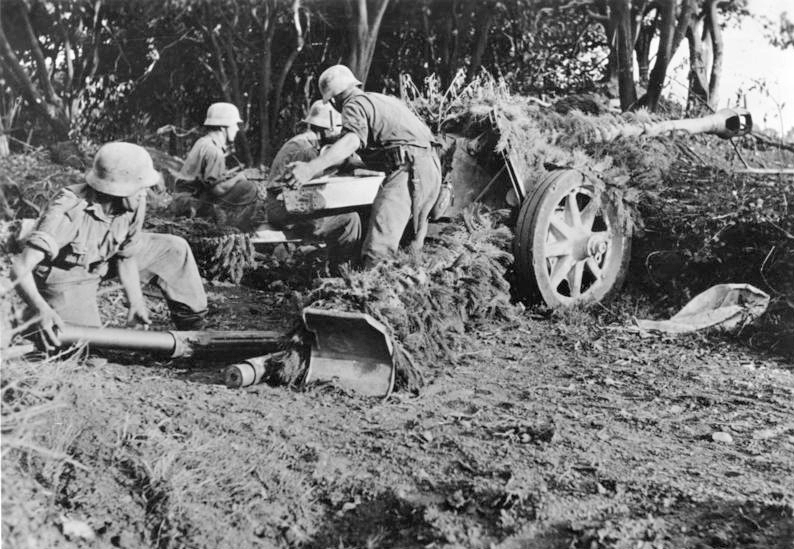
Un canó antitanc PaK 40 de 7,5cm alemany prop de Salern.

El 13 de setembre, els alemanys llançaren la seva contraofensiva. Mentre que els grups de batalla de la Herman Göring atacaven el flanc nord de la platja, l'atac principal va ser on enllaçaven els dos cossos aliats, entre Battipaglia i el mar, amb el principal pes llançat sobre el costat del VI Cos. El matí del 13 de setembre, elements de la 36a divisió atacaren i capturaren Altavilla a uns 14 km darrere de Pastum, però un contraatac els obligà a retirar-se quan va caure la nit. Durant el vespre, dos grups de batalla alemanys, el Kleine Limburg i el Krüger havien atacat Persano i superat el 1r batalló de la 157 d'infanteria abans de travessar el Sele per fer front el 2n batalló de la 143 d'infanteria i virtualment destruir-lo.
Els grups de batalla continuaren el seu avanç cap al sud i el sud-oest fins a arribar a la confluència entre el Sele i el seu principal afluent, el Calore, on van ser aturats pel foc d'artilleria disparat des de punts oberts, artilleria naval i una posició d'infanteria ocupada per artillers, conductors, cuiners, clergues, i qualsevol que el general Walker, comandant de la 36a divisió, havia pogut reunir.

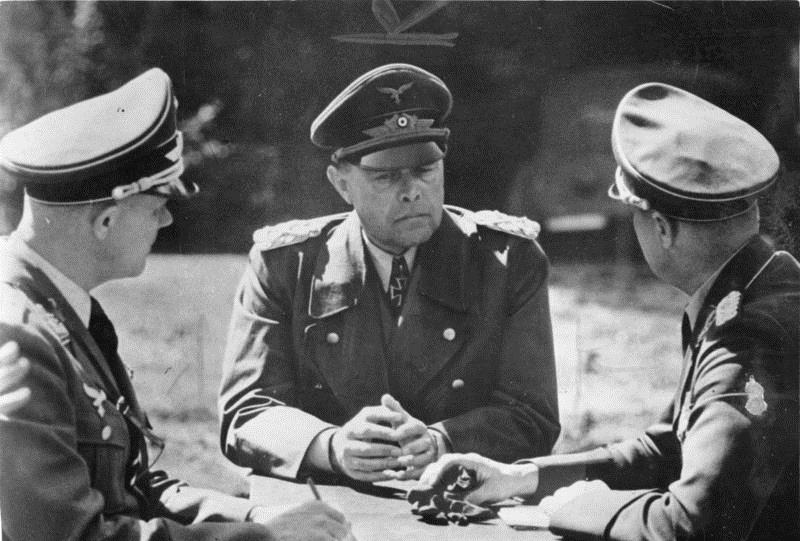
El mariscal Albert Kesselring, comandant de les forces alemanyes a Itàlia

El VI Cos havia perdut en aquells moments la força equivalent a 3 batallons, i per això les unitats d'avantguarda de les seves divisions van ser retirades per reduir la longitud de la línia defensiva. La 45a divisió consolidà la seva posició a Sele-Calore, mentre que la 36a divisió estava als turons al costat de mar de La Caso. El nou perímetre va aconseguir establir-se amb l'ajut de la 82a divisió aerotransportada. Dos batallons (1.300 paracaigudistes) del 504t regiment paracaigudista, després de la cancel·lació de Gegant II, van ser destinats a executar la versió final de l'operació Gegant I a Capua el vespre del 13 de setembre. Van saltar a la platja, guiats pels radars de transport i avançaren cap a la línia del front a la dreta del VI Cos. La nit següent, quan la crisi passà, 2.100 paracaigudistes més del 505è regiment saltaren per reforçar el 504. Un senyal clar que la crisi havia passat va ser quan al vespre del 14 de setembre, el 180è regiment de la 45a divisió desembarcà, va poder ser situat a la reserva en comptes de la línia del front. El 325è regiment planador reforçat pel 3r batalló del 504 PIR, desembarcà el 15 de setembre. Durant la nit saltaren 600 paracaigudistes del 2n batalló del 509è regiment per interrompre els moviments alemanys darrere les línies prop d'Avellino, però van quedar dispersos i la missió fracassà, amb un gran nombre de baixes.
Amb un fort suport d'artilleria naval dels vaixells de la Royal Navy i dirigit per l'artilleria del 5è Exèrcit, les unitats d'infanteria, reorganitzades i reforçades, derrotaren totes les temptatives alemanyes de trobar un punt feble a les línies aliades el 14 de setembre. Les pèrdues alemanyes, especialment en tancs, van ser severes. A més, el 14 de setembre i la nit següent Tedder ordenà que tots els avions disponibles ajudessin el 5è Exèrcit, incloent-hi la força de bombardeig estratègic. Més de 1.000 tones de bombes van ser llançades aquell dia.
El 15 de setembre, les divisions 16a Panzer i 29a Panzergrenadier van passar a la defensiva, marcant el final de l'amenaça vers Paestum. Més al nord, el grup Schmalz de la divisió Hermann Göring assolí la sorpresa en atacar la 128a brigada d'infanteria als turons a l'est de Salern. La columna cuirassada que els seguí va ser interceptada i obligada a recular, deixant exposada la infanteria alemanya.
El bombardeig aliat continuà el 15 de setembre, tot i que una mica menys intens que el dia anterior. L'arribada dels cuirassats britànics HMS Warspite i Valiant, amb canons de 38 cm (15 polsades) van enfortir la moral de les tropes aliades, tot i que el Valiant no arribà a disparar i el Warspite disparà només 29 rondes, una contribució menor dels 2.592 projectils navals disparats aquell dia.
El 15 de setembre, Kesselring informà l'Alt Comandament que la superioritat naval i aèria aliada havia obligat al LXXVI Panzerkorps a posar-se a la defensiva i que un èxit decisiu dependria de l'atac que el XIV Panzerkorps estava portant a terme. Si fracassava, el 10. Armee hauria d'abandonar la batalla per evitar ser destruït.
El 16 de setembre, el grup Scmalz renovà els seus esforços sobre el front ocupat pel X Cos però sense èxit. La força aèria i la marina continuaren colpejant els objectius enemics, tot i que durant un atac llançat per bombarders Dornier Do 217 K-2 armats amb bombes planadores Fritz X controlades per ràdio, el Warspite va ser tocat i requerí ser remolcat fins a Malta per sotmetre's a reparacions.

### El Vuitè Exèrcit rep l'ordre de pressionar
El 9 de setembre, les formacions de Montgomery havien quedat travades a les carreteres costaneres al "taló" d'Itàlia. L'avanç per l'estret de Messina s'havia demostrat lent i no disposava de gaires transports. El 9 de setembre, decidí aturar les seves formacions per tal de reorganitzar-se però Alexander ordenà el 10 de setembre que «és de vital importància que mantingueu la pressió sobre els alemanys per tal que no puguin retirar forces del vostre front i concentrar-les contra "Allau"». Aquest missatge va ser reforçat el 12 de setembre per una visita del personal del cap d'estat major d'Alexander. Montgomery no tenia altra opció que reorganitzar el cos principal de les seves tropes enviant tropes lleugeres a la costa, arribant a Castrovillari i Belvedere Marittimo el 12 de setembre, a uns 130 km del camp de batalla de Salern. El 14 de setembre es trobava en una posició per poder començar un avanç general, i el 16 la 5a divisió d'infanteria arribà a Sapri, a uns 40 km més enllà de Belvedere, on les patrulles d'avantguarda establiren contacte amb les patrulles de la 36a divisió del VI Cos.

### Retirada alemanya
El 16 de setembre, von Vietinghoff informà Kesselring que la superioritat naval i aèria aliada eren decisives i que no podia neutralitzar-ho. El X. Armee havia aconseguit que les tropes no quedessin aïllades així com que continuessin la batalla aconseguint causar greus pèrdues a l'enemic. L'aproximació del Vuitè Exèrcit també era una amenaça. Recomanà abandonar la batalla, pivotant sobre Salern per formar una línia defensiva, preparatòria per començar a retirar tropes entre el 18/19 de setembre. El 17 de setembre arribà a von Vietinghoff l'aprovació de Kesselring.

### El motí de Salern
La batalla de Salern també va ser l'escenari del Motí de Salern, instigat per 500 homes del X Cos britànic, els quals el 16 de setembre es negaren els destins a les noves unitats com a lleves. Prèviament havien entès que se'ls enviaria a les seves pròpies unitats, de les quals havien estat separats durant la lluita a la campanya del nord d'Àfrica, principalment perquè havien resultat ferits. Eventualment, el comandant del cos, tinent general McCreery, va convèncer a gairebé la meitat dels homes que seguissin les ordres. La resta van ser sotmesos a una cort marcial. Tres sotsoficials que havien encapçalat el motí van ser condemnats a mort, però les sentències no es van portar a terme i se'ls permeté reunir-se a les seves unitats.

### Posteriors avenços aliats

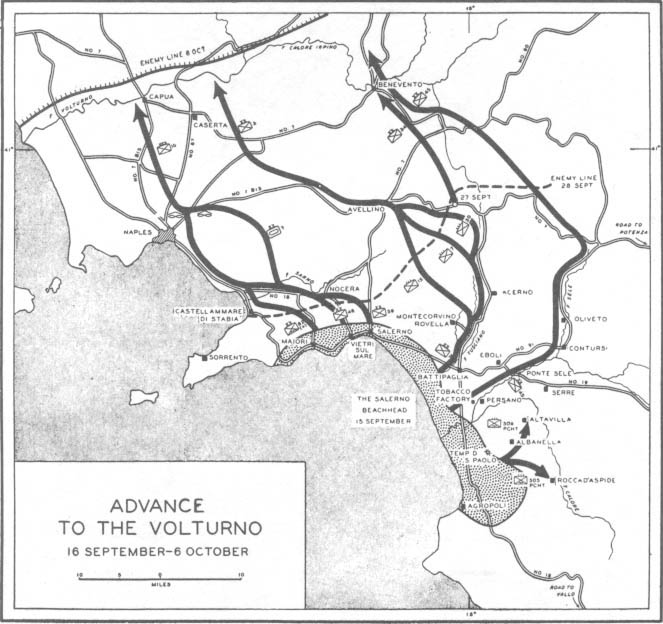
L'avanç aliat cap al riu Volturno

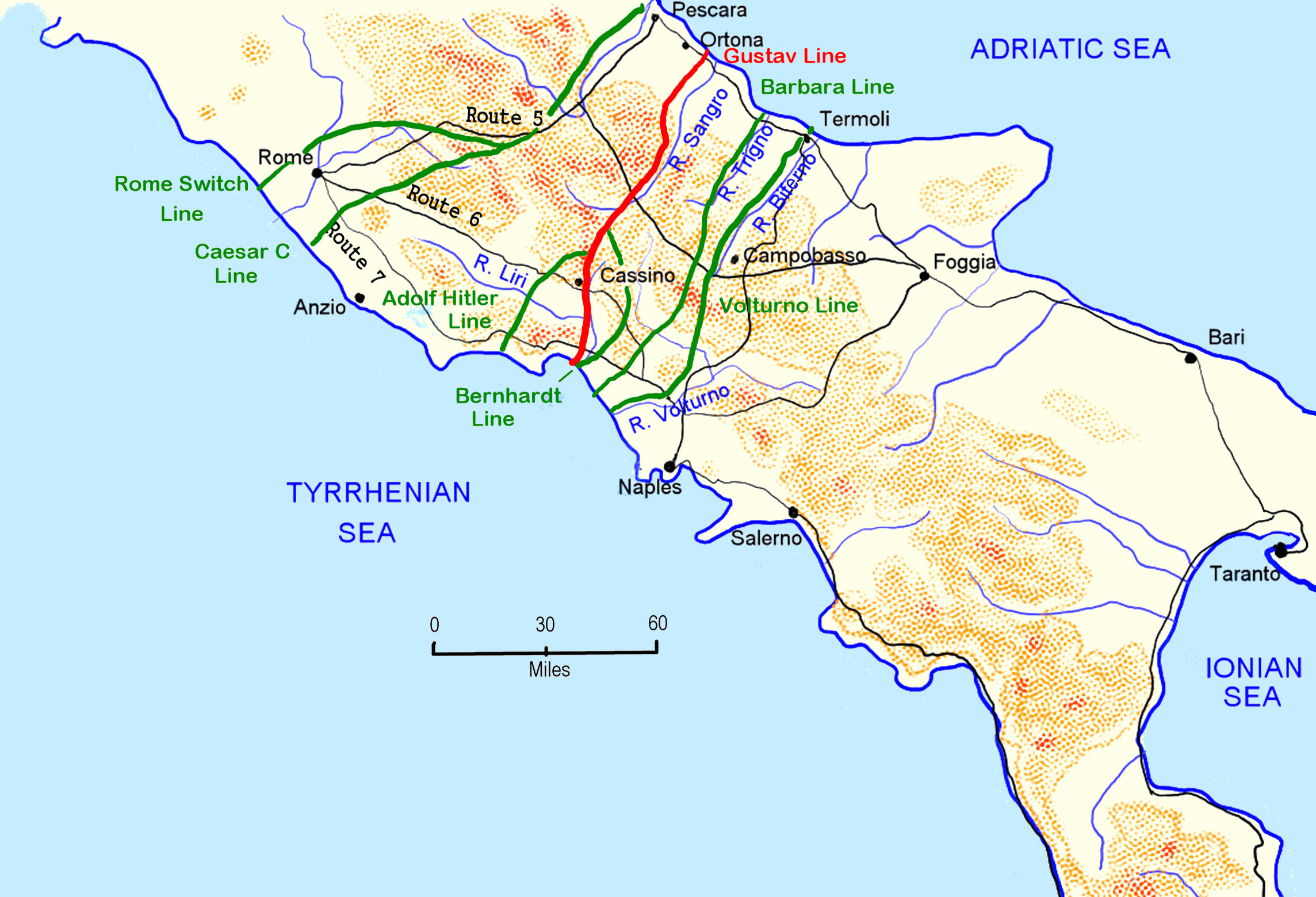
Mapa de la línia defensiva alemanya al sud de Roma

Amb la platja de Salern assegurada, el Cinquè Exèrcit començà el seu atac cap al nord-oest, direcció Nàpols el 19 de setembre. La 82a aerotransportada, després de patir serioses baixes prop d'Altavilla Silentina, va ser traspassada al X Cos, unint-se als Rangers i a la 23a brigada cuirassada britànica a la península de Sorrento per flanquejar les defenses alemanyes a Nocera Inferiore, Sant'Antonio Abate i Angri, mentre que la 46a divisió (North Midland) atacava. La 7a divisió cuirassada, passant pel costat de la 46a divisió, va rebre l'ordre de capturar Nàpols, mentre que la recent arribada 3a divisió d'infanteria estatunidenca capturava Acerno el 22 de setembre i Avellino el 28 de setembre.
El Vuitè Exèrcit va fer un bon progrés des del "taló" d'Itàlia malgrat les demolicions alemanyes i enllaçà amb la 1a aerotransportada a Tàrent. La seva esquerra enllaçà amb la punta dreta del Cinquè Exèrcit el 16 de setembre. El Vuitè Exèrcit, a partir d'aquell moment, concentrà les seves forces al costat est dels Apenins i es dirigí al nord per la costa adriàtica fins a Bari. El 27 de setembre, el Vuitè Exèrcit capturà el gran complex aeroportuari de Foggia, un dels principals objectius aliats.
Les tropes alemanyes que ocupaven Nàpols provocaren una revolta entre la població, que començà el 27 de setembre i els va fer evacuar la ciutat. L'1 d'octubre, l'esquadró A del 1r de Dragons de la Guàrdia entrà a la ciutat. Tot el Cinquè Exèrcit, ara consistent en 3 divisions britàniques i 5 estatunidenques, arribaren a la línia del riu Volturno el 6 d'octubre. Això els proveí d'una barrera defensiva natural, assegurant Nàpols, la plana de la Campània i els vitals aeròdroms de qualsevol possible contraatact alemany.
Mentrestant, a la costa adriàtica, el Vuitè Exèrcit avançà d'una línia des de Campobasso fins a Larino i Termoli, al riu Biferno.

## Després de la batalla
El 10. Armee alemany havia estat a punt de derrotar els aliats a la platja de Salern. La tossuda resistència inicial dels grups de batalla de la 16 divisió Panzer i la capacitat alemanya per reforçar-los per terra més ràpidament del que els aliats podien desembarcar tropes per aire o mar gairebé van decidir la batalla. Els planificadors del Cinquè Exèrcit havien concentrat el pes principal de les seves forces a l'ala esquerra del X Cos, en línia amb el seu objectiu principal d'avançar sobre Nàpols. Això havia deixat l'ala dreta lleugerament defensa i particularment feble al final del cos. Al final, els alemanys, conscients de l'escàs temps disponible per fer front als desembarcaments de Salern a causa de la inevitable arribada del Vuitè Exèrcit, es van veure obligats a retirar-se i a fer diverses temptatives sense coordinació per forçar una decisió ràpida i fracassà en superar les línies aliades i explotar els guanys davant de l'absoluta superioritat aèria aliada, així com el seu suport artiller i naval. Els aliats van tenir sort que en aquells moments Adolf Hitler es mostrà d'acord amb l'opinió del seu comandant de Grup d'Exèrcits al nord d'Itàlia, el mariscal Erwin Rommel, i decidí que defensar Itàlia al sud de Roma no era una prioritat estratègica. De resultes, Kesselring va veure com se li prohibien fer servir les reserves del Grup d'Exèrcits Nord.
L'èxit del 10. Armee en causar grans pèrdues, així com els arguments estratègics de Kesselring, van fer que Hitler acceptés que els aliats havien de romandre lluny de les fronteres alemanyes i que no poguessin accedir als recursos petrolers dels Balcans. El 6 de novembre Hitler envià a Rommel a supervisar la construcció de les defenses al nord de França i donà a Kesselring el comandament de tot Itàlia, amb l'ordre de mantenir Roma en mans alemanyes tant temps com fos possible.
A inicis d'octubre tot el sud d'Itàlia romania en mans aliades, i aquests es dirigien cap a la Línia Volturno, la primera d'una sèrie de línies defensives preparades per tot Itàlia des de les quals els alemanys llançaren accions de retard, fent que els aliats avancessin lentament i comprant temps per completar la seva preparació de la Línia d'Hivern, la seva línia defensiva més potent al sud de Roma. La següent etapa de la campanya d'Itàlia esdevingué un lent avanç contra defenses decidides i ben preparades en condicions de terreny i climatologia que afavorien la defensa i inutil·litzaven l'avantatge aliat en equipament mecanitzat i superioritat aèria. No va ser fins a mitjans de gener de 1944 que els aliats superaren les línies Volturno, Barbara i Bernhardt fins a arribar a la Línia Gustav, la columna vertebral de la Línia d'Hivern, situant l'escena per a les quatre batalles de Monte Cassino que van tenir lloc entre gener i maig de 1944.

## La condecoració de Clark
El general Mark W. Clark va rebre la Creu del Servei Distingit, la segona màxima condecoració estatunidenca al valor en combat, pel seu lideratge des del front durant la crisi. Sovint va ser vist a les posicions d'avantguarda encoratjant les tropes. Malgrat això, en opinió de l'historiador Carlo D'Este, la pobra planificació de Clark per l'operació va ser la causa original de la crisi. Clark culpà la lentitud del Vuitè Exèrcit com a culpable de la crisi.